# 慕尼霍維采

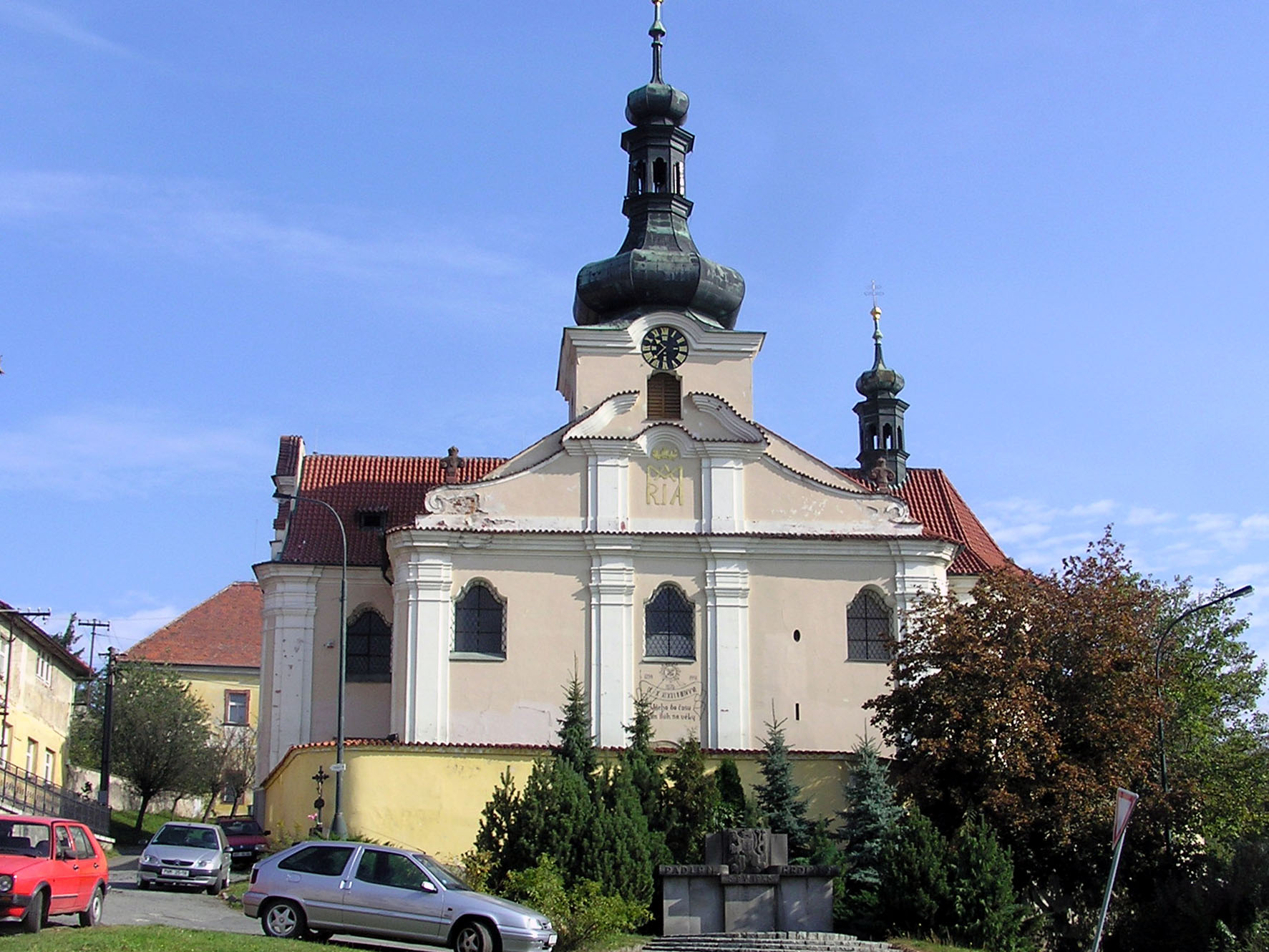

慕尼霍維采是捷克的城鎮，位於該國西部，距離首都布拉格29公里，由中波希米亞州負責管轄，面積8.31平方公里，海拔高度361米，2006年人口2,704。

## 外部連結
- Municipal website Archive.today的存檔，存档日期2012-12-09